# Modrzewie (województwo zachodniopomorskie)
Modrzewie (do 1945 Grünhorst) – wieś w Polsce położona w województwie zachodniopomorskim, w powiecie goleniowskim, w gminie Goleniów.
Obecnie mieszka tutaj ok. 130 osób (2000), luźna zabudowa wsi pochodzi z przełomu XIX i XX wieku. Znajduje się w niej kilka niewielkich zakładów przemysłowych i usługowych, dość duża stadnina koni oraz kilka gospodarstw rolnych.
W latach 1975–1998 miejscowość położona była w województwie szczecińskim.
Wieś leży przy drodze wojewódzkiej nr 113 Goleniów - Święta, nad rzeką Iną, na skraju Doliny Dolnej Odry i Puszczy Goleniowskiej.
Początki osadnictwa sięgają środkowego neolitu odkąd przybyła na te ziemie ludność kultury pucharów lejkowatych oraz późniejsza kultury ceramiki sznurowej, na pobliskich wydmach w zachodnim krańcu wsi znajdują się pozostałości kilku kurhanów i osad neolitycznych. W 1268 roku obszar ten został nadany przez Barnima I miastu Goleniów. Pierwsza wzmianka pochodzi z XIX wieku. W 1842 założono tu folwark (właściciel Redepennig). W 1871 we wsi znajdowało się 16 domów mieszkalnych zamieszkanych przez 204 osoby. Sama wieś powstała kilka lat wcześniej na planie rzędówki, na osi wschód-zachód, zabudowanej luźno.